# Negenborn (Dolna Saksonia)
Negenborn – miejscowość  i gmina w Niemczech, w kraju związkowym Dolna Saksonia, w powiecie Holzminden, należy do gminy zbiorowej Bevern.